# Pussigny
Pussigny – miejscowość i gmina we Francji, w Regionie Centralnym, w departamencie Indre i Loara.
Według danych na rok 1990 gminę zamieszkiwały 162 osoby, a gęstość zaludnienia wynosiła 19 osób/km² (wśród 1842 gmin Regionu Centralnego Pussigny plasuje się na 975. miejscu pod względem liczby ludności, natomiast pod względem powierzchni na miejscu 1220.).